# Pierre-Napoléon Bonaparte
Pour les articles homonymes, voir Bonaparte.
Pierre-Napoléon Bonaparte, prince Bonaparte, né le 11 octobre 1815 à Rome et mort le 8 avril 1881 à Versailles, est le septième des dix enfants de Lucien Bonaparte et d'Alexandrine de Bleschamp.

## Biographie
Septième des dix enfants de Lucien Bonaparte et d’Alexandrine de Bleschamp, il naît à Rome le 11 octobre 1815, après que son père se fut réconcilié avec Napoléon Ier durant les Cent-Jours.
Enfant difficile, déséquilibré, bagarreur, il fait ses études chez les jésuites d’Urbino. Très lié avec son frère cadet Antoine Bonaparte, aussi tête brûlée que lui, il souhaite participer en 1831, avec ses cousins Napoléon-Louis et Louis-Napoléon, à l’insurrection des Romagnes. Fait prisonnier, il est incarcéré au fort Livourne, et est relâché au bout de six mois. Il choisit alors de gagner l’Amérique, où il arrive en avril 1832. Après avoir été hébergé dans la résidence de Point Breeze, à Bordentown dans l’État de New Jersey par son oncle Joseph, il s’engage en République de Nouvelle-Grenade auprès du général Santander, aux côtés duquel il participe, en tant que chef d'escadron, à la campagne contre l'Équateur pour conquérir le Cauca.
De retour à New York en janvier 1833, il repart pour l'Italie. Lui et son frère Antoine s'installent dans les terres de Canino à partir de 1834, mais ils en sont expulsés en 1836 par décision du pape Grégoire XVI. Le 3 mai 1836, avant d'avoir pris le départ, Pierre-Napoléon est arrêté pour meurtre d'un sous-lieutenant de police, et incarcéré au château Saint-Ange. Il est condamné à mort, mais le pape commue la peine, d'abord à 15 ans de réclusion, puis simplement à l'exil de ses États.

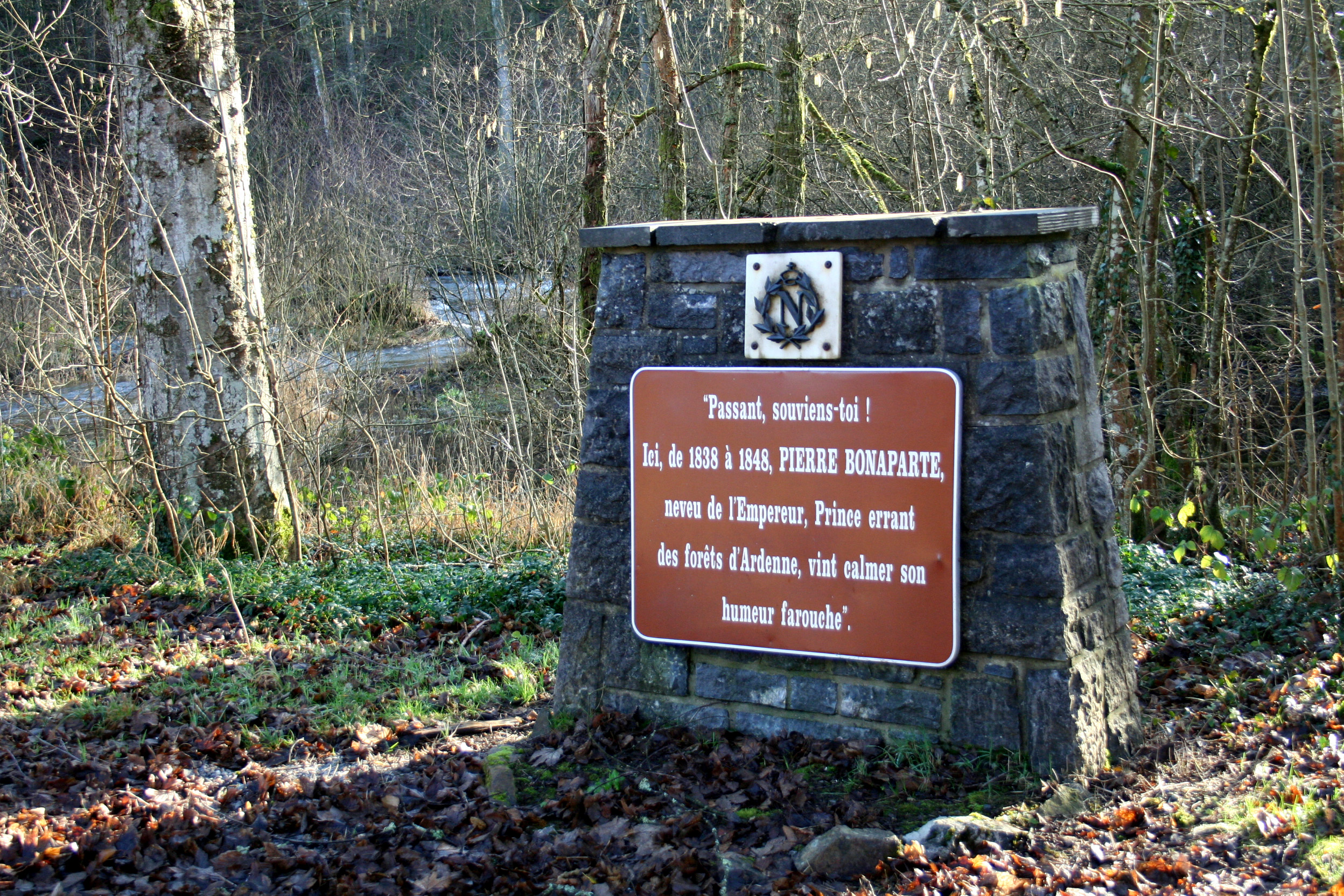
Daverdisse, stèle commémorative dédiée à Pierre-Napoléon Bonaparte.

Il se rend à nouveau aux États-Unis, où il retrouve son cousin Louis-Napoléon, avec qui il se brouille après avoir tué un passant dans une rue de New York. Revenu en Europe, il part pour Corfou, qu’il doit quitter à la suite d'une fusillade avec des Albanais. Il s’installe à Daverdisse, en Ardenne belge, avec sa maîtresse Rose Hesnard et s’y fait oublier pendant une dizaine d’années (1838-1848).

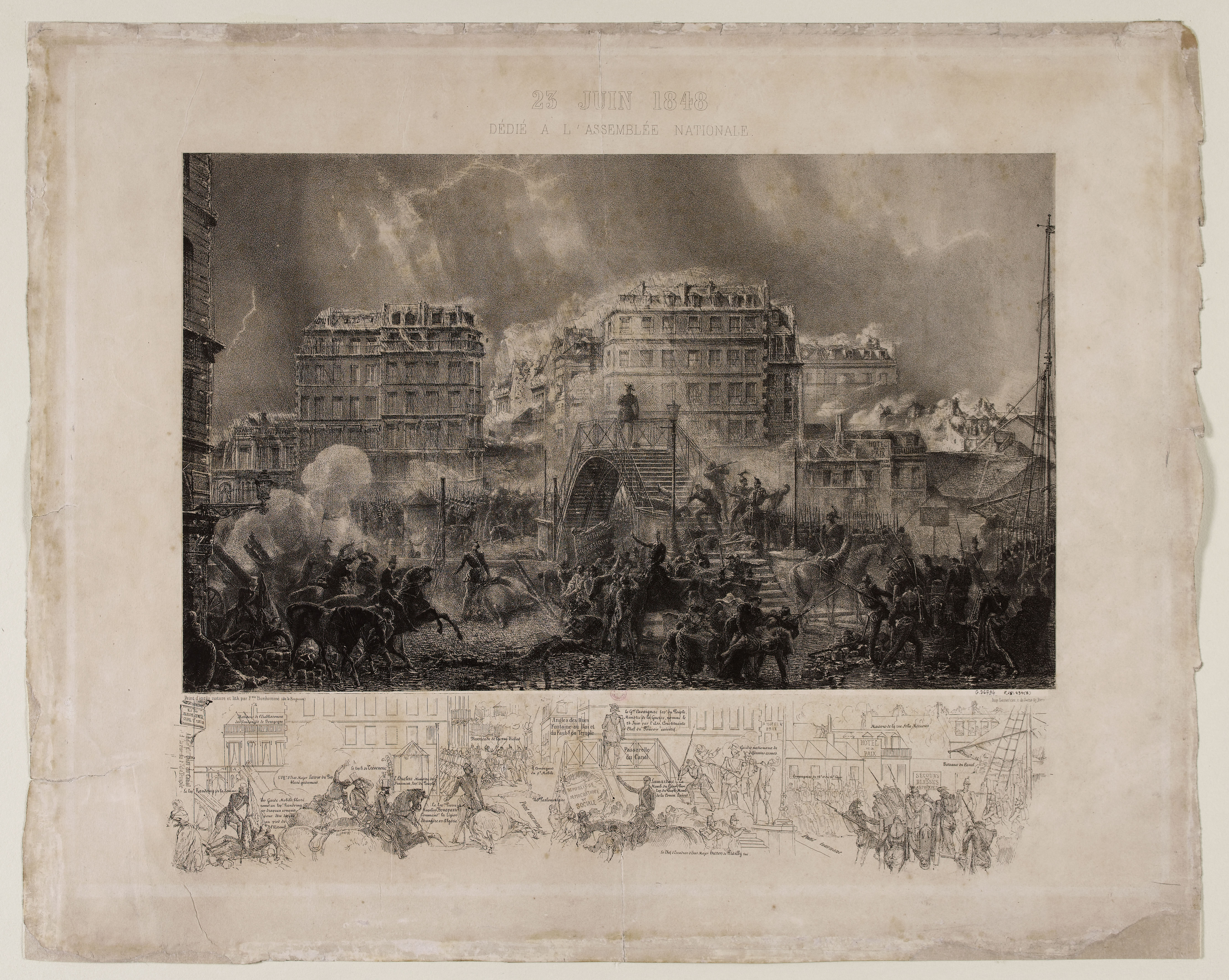
Lithographie réalisée par Ignace-François Bonhommé, aujourd'hui conservée au Musée Carnavalet à Paris.

Ce cavalier, passionné de chasse et d’armes à feu, croit son heure arrivée avec la Révolution de 1848. Il rentre en France. Le 23 avril 1848, il est élu député, représentant la Corse, à l’Assemblée constituante de la Deuxième République, représentant d'un parti de gauche. Dans une lithographie réalisée par l'artiste Ignace-François Bonhommé dans le cadre d'une commande de commémoration des épisodes de la Révolution de 1848, il est représenté debout auprès du corps d'un cheval mort, au premier plan, sur le pont du Canal Saint-Martin à Paris, avec la mention "Le rept Pierre Napoléon Bonaparte,  Commandt la Légion Etrangère en algérie".
Il est réélu le 13 mai 1849. Une altercation violente en séance avec le député André Gastier l’oblige à un éloignement de Paris[réf. nécessaire]. Il demande alors son intégration dans l’armée, avec le grade de chef de bataillon, qu’il aurait possédé jadis en Colombie. Affecté en Algérie, à la Légion étrangère, il prend part à la bataille de Zaatcha. Mais à peine arrivé, Pierre-Napoléon souhaite repartir aussitôt en métropole, et contrevenant aux ordres qui lui demandent de rapporter les problèmes de la bataille au gouverneur-général d'Alger, il repart directement en France depuis Philippeville. Il est destitué de son grade le 19 décembre 1849. Il perd également son mandat électif avec la dissolution de l'Assemblée, le 2 décembre 1851.

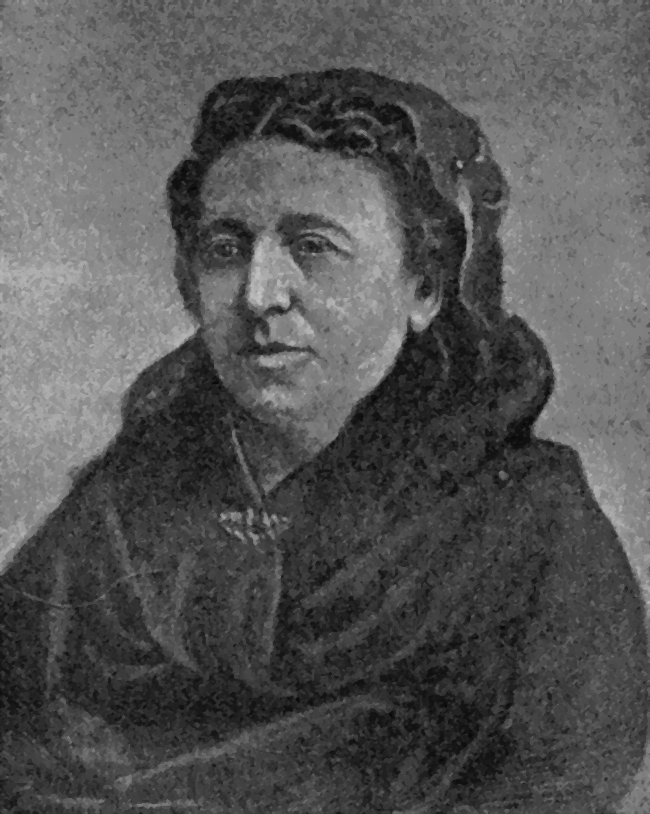
Justine Bonaparte.

Rose Hesnard décède en 1852. Pierre fait la connaissance d'Éléonore-Justine Ruffin, fille d’un ouvrier fondeur parisien, qu’il surnomme Nina et avec qui il part vivre en Corse. Avant son départ, le ministre de la Justice lui demande[réf. nécessaire] de convaincre le bandit Serafino, qui terrorise la région de Calvi, d’accepter un passeport pour l’Amérique. Il accepte cette mission. Serafino assassine quelque temps plus tard un ami de Pierre, maire d’un village voisin. Serafino est abattu par des gendarmes peu après.
En Corse, le couple rencontre un ancien précepteur des enfants de Lucien, l'abbé Casanova, qui accepte de les bénir, sans mariage civil préalable[réf. nécessaire]. Après quelques mois dans un appartement de la citadelle de Calvi, le couple s’installe à quatre kilomètres de la cité.

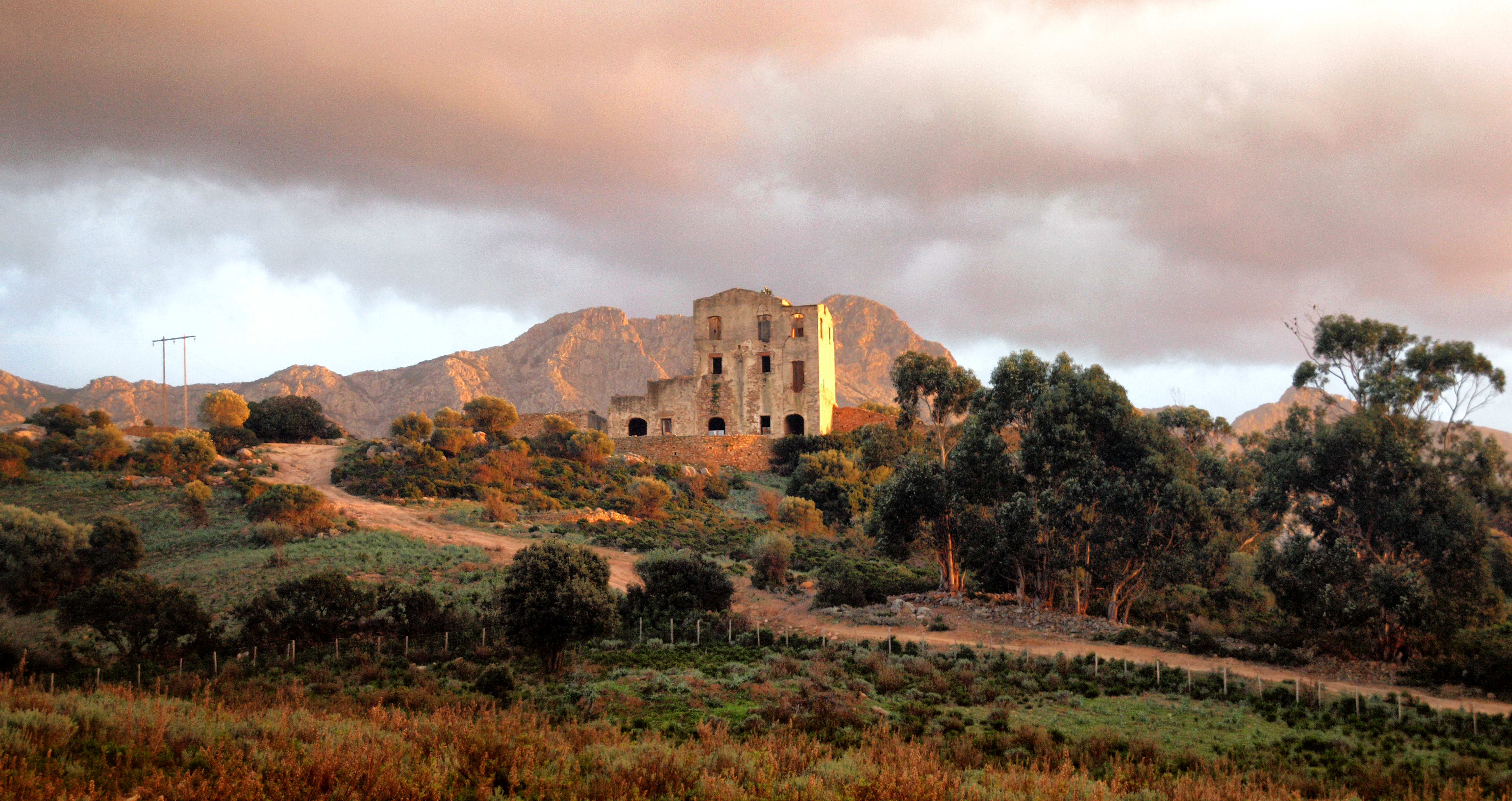
Maison de chasse du prince Pierre à Calenzana.

Le climat de Calvi ne convenant pas à son épouse, Pierre achète un terrain à Luzzipeo, sur le territoire de Calenzana, à dix kilomètres au sud de Calvi. Il y fait construire un château près des ruines d’une tour génoise, la Torre Mozza, qui domine la baie de Crovani. Il y écrit une biographie poétique de Sampiero Corso. Dans ce site sauvage où il passe plusieurs années, Pierre retrouve des amis, parmi lesquels Olinthe Bonacorsi, u sgio Lintu, un propriétaire terrien calenzanais, ou le capitaine Antoine Bianconi, un officier du Premier Empire, chevalier de la Légion d’honneur et maire de Calenzana, issus d’une famille patricienne de Balagne.
Le 19 mai 1858, Nina met au monde son premier fils, Roland Bonaparte.

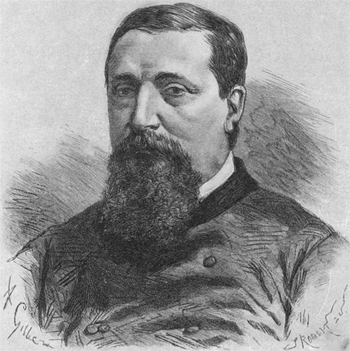
Pierre-Napoléon Bonaparte (vers 1858).

En 1864, il rend hommage aux Calenzanais en publiant un court récit accompagné d’un poème épique sur la bataille de Calenzana. Il répond ainsi à l’attachement des Calenzanais et des habitants du canton qui votent pour lui à une forte majorité[réf. nécessaire], surtout à Calenzana et Lunghignano, lors des législatives du 7 juin 1863. Mais Napoléon III ayant fait opposition à sa candidature[réf. nécessaire], le candidat officiel Jean-Charles Abbatucci est élu. Pierre écrit le 10 juin 1863 : 

« Je constate ma position hybride, qui fait de moi une espèce de paria, un Masque de Fer du XIXe siècle. Je ne suis ni prince, ni citoyen, ni électeur, ni éligible, ni apte à exercer des fonctions publiques quelconques ou une industrie qui assure mon avenir. »

Il obtient en juillet 1864 la présidence du conseil général de la Corse. C’est durant cette période qu’il fait édifier la fontaine du village, qui sera plus tard et en hommage, surmontée de son buste en bronze. Après avoir passé l’été de cette année à Luzzipeo, il quitte définitivement la Corse. En partant, il confie la gestion de ses propriétés à son vieil ami le capitaine Bianconi.
Sa fille, Jeanne Bonaparte, voit le jour en septembre 1861 dans l’ancienne abbaye d’Orval ; puis toute la famille vient habiter à Paris, au 59 de la rue d'Auteuil, dans le 16e arrondissement de Paris, l’ancien hôtel de madame Anne-Catherine de Ligniville Helvétius avec les enfants naturels de Pierre, dont Pascal Sinibaldi (1844-apr. 1905), dit « le Piqueur », conçus en Corse.
Le 2 octobre 1867, dans leur villa des Epioux, le maire belge de Lacuisine procède au mariage civil des deux amants, mais le statut de la famille impériale prévoit la nullité du mariage si celui-ci n'a pas l'approbation de l'empereur. Napoléon III refuse d’en reconnaître la validité, malgré la demande que lui en fait son neveu. Les relations de l’Empereur et de son cousin sont si mauvaises que le souverain lui interdit de faire usage de son second prénom[réf. nécessaire]. Nina ne sera jamais reçue aux Tuileries, et Pierre y a difficilement accès, tant on y craint ses incartades.

### Meurtre de Victor Noir

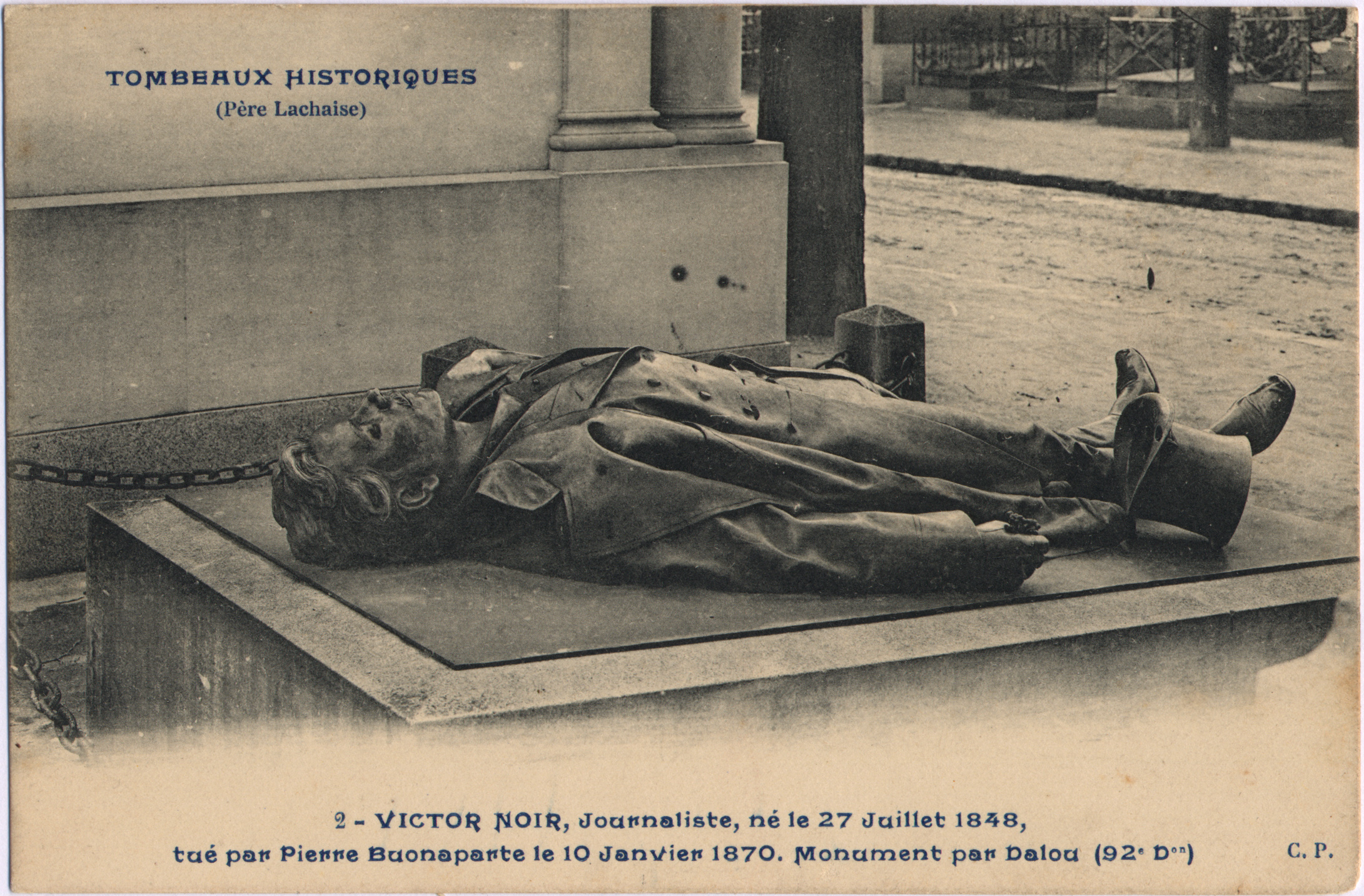
Gisant de Victor Noir (1890) par Jules Dalou, cimetière du Père-Lachaise, Paris.

Si ses proches parents causent bien des soucis à Napoléon III, ces problèmes sont minces à côté du scandale que provoque, le 10 janvier 1870, l’assassinat du journaliste Victor Noir — de son vrai nom Yvan Salmon — par Pierre-Napoléon Bonaparte, qui va faire là une nouvelle victime. Ce jour-là, en effet, se présentent au domicile du prince, rue d'Auteuil, deux rédacteurs du journal La Marseillaise, MM. Fonvielle et Noir. Le maître de céans les prend pour des envoyés d’Henri Rochefort — alias le marquis de Rochefort-Luçay — qu’il avait provoqué en duel pour avoir traité les Bonaparte de bêtes féroces. En réalité, les deux émissaires sont mandatés par Paschal Grousset, du journal corse La Revanche, pour demander réparation des injures dont Pierre l’a abreuvé dans un article du journal L'Avenir de la Corse. Il en résulte un malentendu, qu’aurait aggravé Noir en frappant au visage son hôteaprès que ce dernier avait froissé et jeté sans la lire la lettre de Grousset. S’estimant en état de légitime défense, Pierre sort un revolver et abat froidement son agresseur. Noir s’écroule dans l’escalier en cherchant à s’enfuir, tandis que Pierre continue à tirer sur Fonvielle – qui crie à tue-tête : « À l’assassin ! »
Le cousin de l’Empereur est incarcéré à la Conciergerie, pendant que les amis du mort organisent des manifestations anti-bonapartistes à l’occasion des funérailles. Le polémiste Rochefort se repent « d’avoir eu la faiblesse de croire qu'un Bonaparte pouvait être autre chose qu’un assassin. » Un défilé populaire accompagne la dépouille de la victime au cimetière de Neuilly.
La Haute Cour de justice, seule habilitée à juger un prince de la famille de l’Empereur, se réunit à Tours le 21 mars 1870 et entend les avocats de la partie civile évoquer les tristes antécédents de l’accusé. Il n’en est pas moins acquitté, mais condamné aux dépens et à verser une pension aux parents Salmon. Napoléon III conseille à son cousin de partir pour l’étranger[réf. nécessaire], mais Pierre n’en fait rien.
Il faut le désastre de Sedan pour l’y décider. En se rendant en Belgique, il salue une dernière fois, en gare de Jemelle, le souverain déchu partant en exil. Son hôtel parisien est pillé puis incendié par les communards. Femme et enfants vont vivre aux Epioux que Pierre, ruiné, doit bientôt mettre en vente. Le 14 novembre 1871, il épouse Nina, au consulat de France à Bruxelles. Sont ainsi régularisés la situation matrimoniale des conjoints et le statut des enfants. Puis, les emmenant avec elle, Nina abandonne son mari, diabétique et hydropisique, pour aller ouvrir à Londres une boutique de mode. Par la suite, elle emménage à Paris au 17 de la rue de Grenelle pour s’occuper de l’instruction de son fils Roland, restée rudimentaire.[réf. nécessaire].
Quant à Pierre, il se met en ménage avec une nouvelle maîtresse, Adèle Dideriche, qui, en 1873, lui aurait donné un fils mort en bas âge. Il sollicite la générosité de ses neveux et nièces, s'essaie à la poésie, puis en 1877 demande à rentrer en France. Il vient alors habiter à Versailles au 15, rue Colbert, où il meurt le 8 avril 1881. Il est enterré au cimetière des Gonards.

## Décoration
- Officier de la Légion d'honneur (3 septembre 1864)

## Publications
- La Rosa di Castro, Bruxelles 1840
- Nouveau système de chevaux de Frise portatifs, 1846
- Analyse géométrique de l'ordonnance du 4 mars 1831 sur l'exercice et les manœuvres de l'infanterie, 1847
- Essai sur l'attaque et la défense des villes, 1848
- Un mois en Afrique, 1850
- Sampiero Legenda Corsa, Paris 1861
- Le capitaine Moneglia à Solferino, 1861
- Réponse d'un ancien troupier à la lettre de M. le duc d'Aumale adressé au prince Napoléon, Paris 1861
- Miechow ou les enfants au bout de baïonnette, 1863
- La Bataille de Calenzana, H. Plon Paris, 1864
- À la mère polonaise, traduction du poème d'Adam Mickiewicz, 1864
- Napoléon III, sauveur de l'Italie, 1866
- Les Boutades du prince Pierre-Napoléon Bonaparte[20], 1869
- Souvenirs, traditions et révélations, Bruxelles 1876

### Sources
- « Pierre-Napoléon Bonaparte », dans Adolphe Robert et Gaston Cougny, Dictionnaire des parlementaires français, Edgar Bourloton, 1889-1891 [détail de l’édition]

Cet article comprend des extraits du Dictionnaire Bouillet. Il est possible de supprimer cette indication, si le texte reflète le savoir actuel sur ce thème, si les sources sont citées, s'il satisfait aux exigences linguistiques actuelles et s'il ne contient pas de propos qui vont à l'encontre des règles de neutralité de Wikipédia.